# Lepiceroides
Lepiceroides är ett släkte av skalbaggar. Lepiceroides ingår i familjen vivlar.
Kladogram enligt Catalogue of Life:
| Lepiceroides | \| \| Lepiceroides aethiops \| \| \| \| \| \| Lepiceroides aterrimus \| \| \| \| \| \| Lepiceroides spinosus \| \| \| \| |
|              | \| \| Lepiceroides aethiops \| \| \| \| \| \| Lepiceroides aterrimus \| \| \| \| \| \| Lepiceroides spinosus \| \| \| \| |
|              | Lepiceroides aethiops |
|              | |
|              | Lepiceroides aterrimus                                                                                                   |
|              | |
|              | Lepiceroides spinosus |
|              | |